# Хлебный (остров)
Хле́бный — остров архипелага Северная Земля. Административно относится к Таймырскому Долгано-Ненецкому району Красноярского края.

## Расположение
Расположен в центральной части архипелага в 4,5 километрах от южного побережья острова Октябрьской Революции в месте выхода к морю ледника Университетского. Рядом с Хлебным лежат другие малые острова архипелага — Свердлова, Незаметный и Хитрый.

## Описание
Имеет вытянутую с юга на север форму длиной 700 метров и шириной до 300 метров. Свободен ото льда. Наивысшая точка острова — 30 метров. В центральной части находится геодезический пункт.